# JET (tankstationketen)

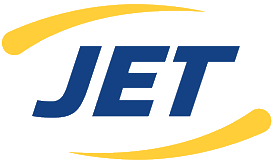
Logo

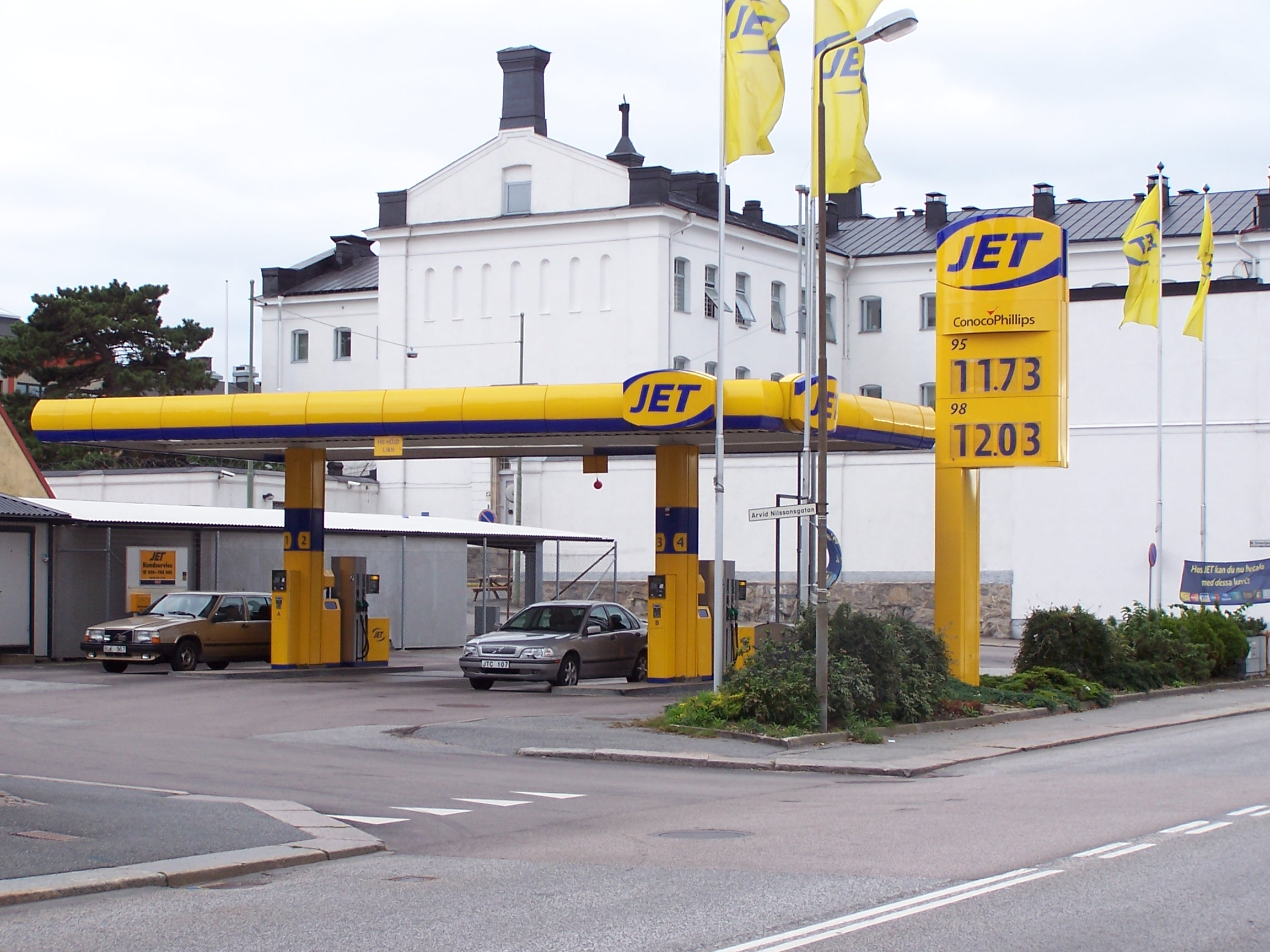
JET-tankstation in Zweden

JET is een olie- en brandstofonderneming en dochtermaatschappij van het Amerikaanse Phillips 66. Er zijn JET-stations in Oostenrijk, Duitsland en het Verenigd Koninkrijk.
De tankstations in België, Luxemburg, Tsjechië, Hongarije, Polen, Slowakije en Finland werden door het Russische LUKoil overgenomen. In Noorwegen, Zweden en Denemarken werden ze in 2016 overgenomen door het Noorse Statoil, en werd het omgedoopt tot INGO.

## België
JET ontstond uit het vroegere SECA dat in 1961 het eerste tankstation opende. In 2002 werd SECA omgedoopt tot JET.
In 2007 werd JET overgenomen door het Russische LUKoil. De Belgische tankstations van JET kregen in 2008 als eerste de merknaam LUKoil, waardoor de naam JET er definitief uit het straatbeeld verdween, na een aanwezigheid van slechts zes jaar.